# انتخابات سراسری آفریقای مرکزی (۲۰۲۰)
انتخابات سراسری آفریقای مرکزی (انگلیسی: 2020 Central African general election) در ۲۷ دسامبر ۲۰۲۰ در جمهوری آفریقای مرکزی برای انتخاب رئیس‌جمهور و نمایندگان مجلس قانونگذاری برگزار شد. در نتیجه مرحله اول انتخابات اگر هیچ‌کدام از کاندیداهای ریاست‌جمهوری نتوانند بیش از ۵۰ درصد آرا را به خود اختصاص دهند، مرحله دوم انتخابات در ۱۴ فوریه ۲۰۲۱ برگزار می‌شود.
انتخابات در بسیاری از مناطق کشور که تحت کنترل گروه‌های مسلح قرار داشت امکان‌پذیر نبود و در نتیجه برخی از رسانه‌های آفریقای مرکزی و همچنین نامزدهای مخالف انتخابات را با اعمال تقلب به تمسخر گرفتند. در دور اول حدود ۸۰۰ شعبه اخذ رأی کشور به دلیل خشونت  که شامل ۱۴٪ از آرای کل کشور را شامل می‌شد بسته شد، علاوه بر این به دلیل ارعاب رای‌دهندگان از ۷۱ حوزه اخذ رای در ۲۹ حوزه رای‌گیری انجام نشد.
نتایج اولیه  انتخابات در ۴ ژانویه ۲۰۲۱ نشان داد که رئیس‌جمهور توادرا با ۵۴ درصد آرا مجدداً پیروز انتخابات شد. مشارکت رای‌دهندگان در این انتخابات ۷۶/۳ درصد بود.
در ۱۳ فوریه ۲۰۲۱، رئیس‌جمهور توادرا اعلام کرد مرحله دوم انتخابات در برخی مناطقی که در انتخابات ماه دسامبر تحت کنترل شورشیان برگزار نشد اجرا خواهد شد. انتخابات عمومی نیز در ۱۴ مارس برگزار شد.

## نامزدان ریاست‌جمهوری
دادگاه قانون اساسی جمهوری آفریقای مرکزی در سوم دسامبر ۱۷ نفر را به عنوان نامزدان ریاست‌جمهوری تأیید کرد:
- فوستن-آرکانژ توادرا
- آنیسه جرجیز دولوگول
- مارتین زیگوئل
- سیلوانا پاتاسی
- ماهامات کامون
- آگوستین آگو
- کرپین آمبولی گومبا
- سرجی جیوری
- الوی آنگویمات
- آلکساندر فردیناند نگوئندت
- عبدالکریم مکاسوا
- کاترین سامبا-پانزا
- سیریاکو گوندا
- نیکولاس تیانگایه
- کولینگبا دسیره
- ربوآس آرستید
- سرجی بوکاسا

از میان نامزدها پنج نامزد رد شدند که ازجمله فرانسوا بوزیزهرئیس‌جمهور پیشین، وی در ۲۵ ژوئیه نامزدی خود را اعلام کرده بود.

## ارعاب رای‌دهندگان توسط گروه‌های مسلح
احزاب بازگشت، احیای مجدد و توانبخشی از ثبت نام رای‌دهندگان در انتخابات مقدماتی دو استان کویی و فرمانداری انگااوندای جلوگیری کردند.
در ۶ اوت ۲۰۲۰ به دلیل حضور UPC و LRA از ثبت نام رای‌دهندگان در هاوت-مبومو با مطالبه کردن دیه از آنها جلوگیری شد. در ۱۵ اکتبر، فقط ۷۰۰نفر توانستند برای رای دادن در منطقه هات امبومو شرکت کنند.
‌رهبران سه حزب بازگشت، احیای مجدد و توانبخشی ائتلافی را برای انتخابات عمومی اعلام کردند، اقدامی که تنشهای پیش از انتخابات را افزایش می‌دهد، جایی که مخالفان بیم از تقلب گسترده رای‌دهندگان دارند. این گروه‌های مسلح خود را ائتلاف میهن‌پرستان برای تغییر (CPC) نامیده‌اند و گروه‌های مسلح دیگر را به عضویت دعوت کردند، در حالی که از آنها خواستند از یکپارچگی غیرنظامیان محافظت کنند.
در ۲۵ دسامبر، دو روز قبل از انتخابات، افراد مسلح ناشناس به نیروهای امنیت ملی و صلح‌بانان بین‌المللی که مأموریت صلح سازمان ملل متحد در جمهوری آفریقای مرکزی در دکوآ را برعهده داشتند، در استان کامو مرکزی و باکوما که در جنوب مبومو قرار دارد حمله کردند. در این تهاجم سه حافظ صلح سازمان ملل اهل بوروندی کشته و دو نفر دیگر زخمی شدند. این حمله ساعاتی پس از آن صورت گرفت که ائتلاف شورشیان در حال جنگ با دولت، آتش‌بس موجود را یک‌جانبه نقض کردند و بار دیگر خواستار تعلیق انتخابات شدند.
حملات انجام شده به نیروهای حافظ صلح در پی افزایش خشونت در چند هفته گذشته در جمهوری آفریقای مرکزی صورت گرفت که طی آن امدادگران و املاک نیز مورد حمله قرار گرفتند. ناامنی و ترس از خشونت منجر به فرار بیش از ۵۵۰۰۰ نفر از خانه‌های خود شده‌است.